# Басти
Басти (фр. Bastit) насеље је и општина у јужној Француској у региону Миди Пирене, у департману Лот која припада префектури Гурдон.
По подацима из 2011. године у општини је живело 156 становника, а густина насељености је износила 5,52 становника/km². Општина се простире на површини од 28,25 km². Налази се на средњој надморској висини од 350 метара (максималној 406 m, а минималној 258 m).

## Демографија
| 1962. | 1968. | 1975. | 1982. | 1990. | 1999. | 2011. |
| ----- | ----- | ----- | ----- | ----- | ----- | ----- |
| 103   | 122   | 113   | 118   | 100   | 106   | 156   |

График промене броја становника у току последњих година